# Georges Braque
Georges Braque (ur. 13 maja 1882 w Argenteuil, zm. 31 sierpnia 1963 w Paryżu) – francuski malarz, grafik i rzeźbiarz, wraz z Pablem Picassem był twórcą kubizmu.

## Życiorys
Kształcił się na malarza pokojowego, jednak równolegle studiował wieczorowo na École des Beaux-Arts, a później w innych szkołach artystycznych w Paryżu. Na Académie Humbert, gdzie uczył się w latach 1902–04, spotkał Francisa Picabię. Początkowo tworzył pod wpływem impresjonizmu, następnie fowizmu i sztuki Cézanne’a, we współpracy z Picassem stworzył teorię kubizmu i wprowadził ją do swojego malarstwa. Eliminował przestrzeń i rozkładał przedmiot, ukazując go na płaszczyźnie płótna równocześnie ze wszystkich stron, przez co zbliżał się do abstrakcji.
Georges Braque służył we francuskiej armii podczas I wojny światowej. Został ciężko ranny, a w czasie rekonwalescencji w 1917 zaprzyjaźnił się z Juanem Grisem. Po wojnie styl jego malarstwa stał się bardziej swobodny.

## Dzieła
- Skrzypce i dzban, 1909–10, olej na płótnie, 117 x 73,5 cm, Muzeum Sztuki w Bazylei.[2].
- Portugalczyk (Emigrant), 1911-12, olej na płótnie, 117 x 81,5 cm, Muzeum Sztuki w Bazylei.[3].
- Dziewczyna z mandoliną, 1937, olej na płótnie, 130,2 x 97,2 cm, Museum of Modern Art, Nowy Jork[4].
- Kąpiące się
- Martwa Natura (1932)